# Anastrepha morvasi
Anastrepha morvasi är en tvåvingeart som beskrevs av Masakazu Uramoto och Zucchi 1999. Anastrepha morvasi ingår i släktet Anastrepha och familjen borrflugor. Inga underarter finns listade i Catalogue of Life.